# كياثون أندرسوني
كياثون أندرسوني (الاسم العلمي: Cyathea andersonii) هو نوع غير مؤكد من النباتات يتبع جنس الكياثون من الفصيلة الكياثونية.